# Dmitri Molchanov
Dmitri Sergeyevich Molchanov (tiếng Nga: Дмитрий Сергеевич Молчанов; sinh ngày 1 tháng 10 năm 2000) là một cầu thủ bóng đá người Nga thi đấu cho FC Chertanovo Moskva.

## Sự nghiệp câu lạc bộ
Anh có màn ra mắt tại Giải bóng đá chuyên nghiệp quốc gia Nga cho FC Chertanovo Moskva vào ngày 11 tháng 8 năm 2017 trong trận đấu với FSK Dolgoprudny.